# Berberis dubia
Berberis dubia är en berberisväxtart som beskrevs av Schneider. Berberis dubia ingår i släktet berberisar, och familjen berberisväxter. Inga underarter finns listade i Catalogue of Life.